# Barbara Burke
Barbara Burke, född 13 maj 1917 i Norwood i Storlondon, död 8 augusti 1998 i Johannesburg i Sydafrika, var en brittisk friidrottare.
Burke blev olympisk silvermedaljör på 4 x 100 meter vid sommarspelen 1936 i Berlin.